# Ethnology
Ethnology es una revista científica, con revisión por pares, dedicada a la Antropología. Fue fundada en 1962 por George P. Murdock y es publicada por la Universidad de Pittsburgh. Está especializada en artículos etnográficos y antropológicos, de las distintas culturas que hay en el planeta.
La revista se publica trimestralmente, y su archivo en línea, disponible para suscriptores, ofrece los 50 volúmenes anuales publicados hasta finales del año 2011 incluido. Cada número está disponible en formato acceso abierto a los 36 meses de su publicación.